# Vez sigma
Vez sigma ali vez σ v kemiji je najmočnejša vrsta kovalentne vezi. S stališča simetrije skupin je vez σ najbolj jasno definirana v dvoatomskih molekulah, v katerih je simetrična glede na rotacijo okrog osi vezi. Po definiciji, ki izhaja iz simetrije skupin, nastane vez σ najpogosteje s prekrivanjem orbital s+s, pz+pz in s+pz ter dz2+dz2, pri čemer je z definiran kot os vezi. Popolnoma enako simetrijo molekularne orbitale daje tudi kvantna teorija. Praktična posledica tega prekrivanja v dvoatomnih molekulah je mešanje valovnih funkcij molekularnih orbital s+s in pz+pz. Obseg mešanja oziroma prekrivanja je odvisen od relativnih energij na videz simetričnih molekularnih orbital.
V dvoatomskih molekulah z enakima atomoma nimajo orbitale σ med vezanima atomoma nobenih nodalnih ravnin. Odgovarjajoča protivez oziroma orbitala σ* je definirana s prisotnostjo nodalne ravnine med vezanima atomoma. 
Sigma vezi so najmočnejše kovalentne vezi, vezni elektroni teh vezi pa se pogosto imenujejo kar elektroni σ. 

## Vezi σ v večatomskih spojinah
Vezi σ v večatomskih spojinah nastanejo s čelnim prekrivanjem atomskih orbital. Primer: v propanu je deset vezi σ – dve v vezeh C-C in osem v vezeh C-H. Vezi σ v takšni večatomski molekuli so zelo delokalizirane, kar je v nasprotju s konceptom dve orbitali – ena vez. Pojem vezi σ je kljub temu neskladju izjemno uporaben in prodoren. 
Pojem vezi σ se, čeprav ohlapno, uporablja tudi za opis interakcij, ki nastanejo s prekrivanjem posameznega zrahljanega dela ene orbitale s posameznom zrahljanim delom druge orbitale.

## Vezi σ v spojinah z večkratnimi vezmi
V spojinah z večkratnimi vezmi, na primer v etenu (CH2=CH2) in kromovem(II) acetat (Cr(CH3-COO)2), je ena vez v večkratni vezi vedno vez σ. Vezi σ v etenu so dopolnjene s vezmi π, v kromovem(II) acetatu pa celo z vezmi δ.

## Vezi σ v organskih molekulah
Organske molekule so zgrajene iz različno dolgih nerazvejanih ali razvejanih verig, pogosto pa vsebujejo tudi enega ali več Alicikličnih| ali aromatskih obročev, v katerih se poleg vezi σ pojavljajo tudi vezi π. Število vezi σ v molekulah alifatskih in alicikličnih spojin je enako številu atomov plus številu obročev minus ena (pravilo vezi sigma oziroma Lysyjevo pravilo):
Nσ = Natomov + Nobročev - 1
Izračun je zelo enostaven: vodik H2 ima 2 atoma + 0 obročev – 1 = 1 vez σ, metan CH4 pa 5 atomov + 0 obročev – 1 = 4 vezi σ. Za aromatske spojine pravilo vezi σ ne velja. Benzen, na primer, ima dvanajst atomov in en obroč, vendar ima samo šest vezi σ.